# میشائیل شار
میشائیل شار (اسپانیایی: Michael Schär‎؛ زادهٔ ۲۹ سپتامبر ۱۹۸۶) دوچرخه‌سوار اهل سوئیس است.
از باشگاه‌هایی که در آن رکاب زده‌است می‌توان به تیم بی‌ام‌سی، تیم دوچرخه‌سواری فوناک، و تیم آستانه اشاره کرد.